# Jeb Bishop

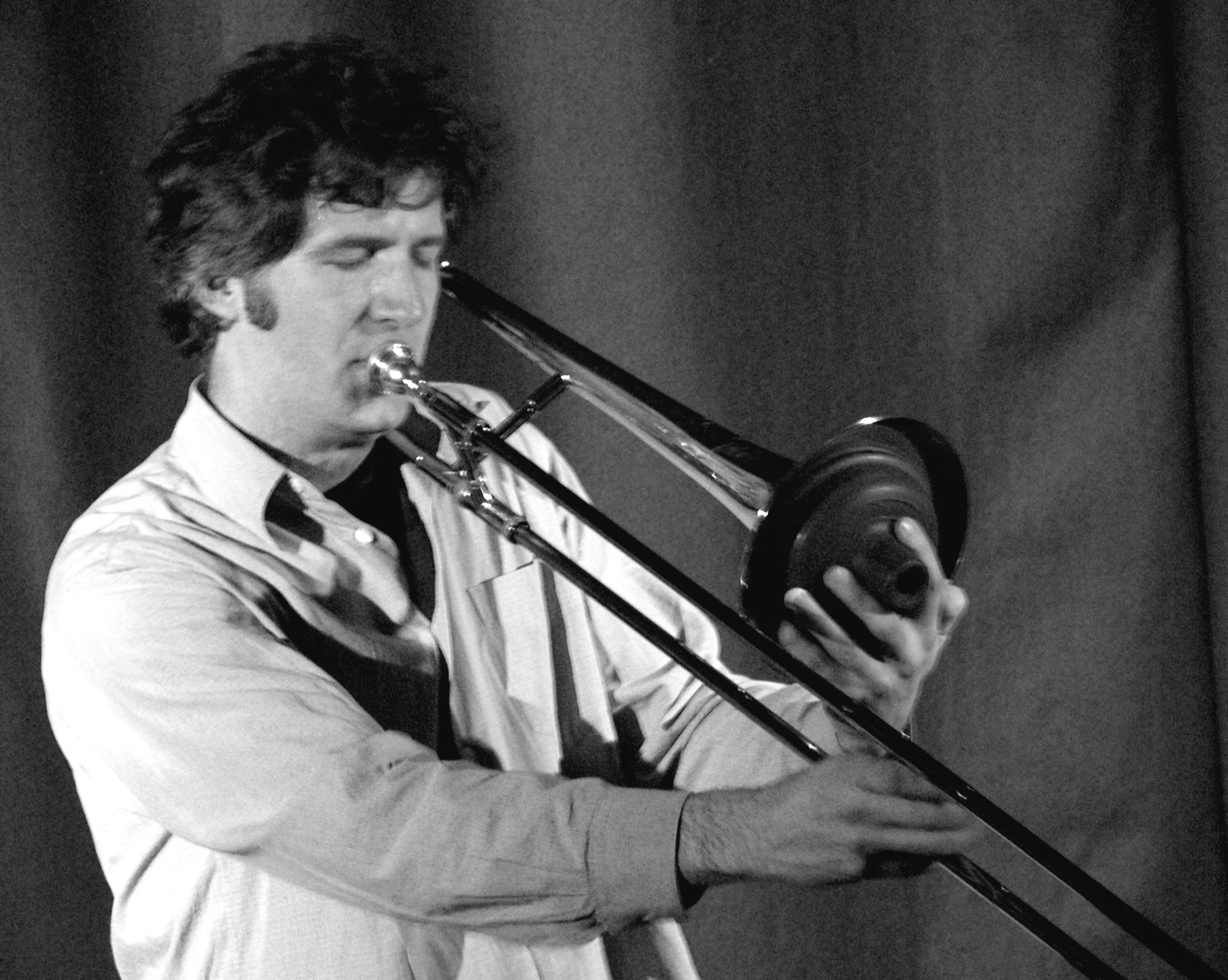
Jeb Bishop

Jeb Bishop (nacido en 1962) es un trombón de jazz estadounidense.

## Biografía

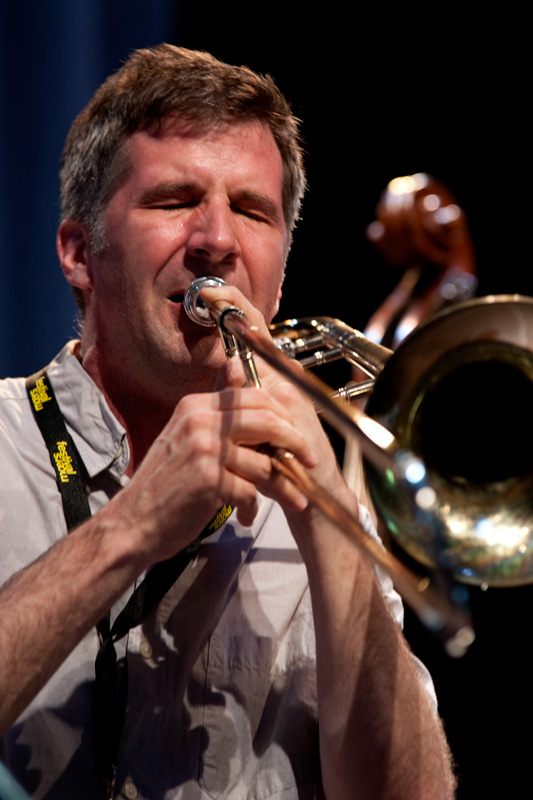
Bishop en el festival moers de 2010

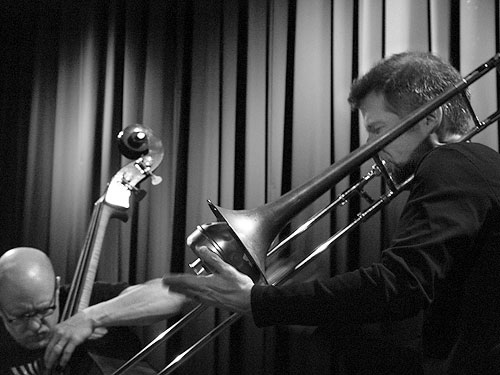
Bishop y Kent Kessler tocando con el Chicago Tentet de Peter Brötzmann en Aarhus, Dinamarca, 2009

Creció en Raleigh, Carolina del Norte, y asistió a la escuela secundaria Jesse O. Sanderson. Ha estudiado música (interpretación clásica de trombón) en la Universidad Northwestern, ingeniería y filosofía en la Universidad Estatal de Carolina del Norte, y filosofía en la Universidad de Carolina del Norte en Chapel Hill, la Universidad de Arizona, la Universidad Loyola y la Universidad Católica de Lovaina, Bélgica.
En la década de 1980, tocó el bajo eléctrico y la guitarra eléctrica en bandas de rock como Stillborn Christians, Egg y/o, y Angels of Epistemology (una banda con sede en Raleigh y Chapel Hill que lanzó un CD en Merge Records).
En la década de 1990, se mudó a Chicago y comenzó la transición del rock al jazz. Tocó el bajo en The Flying Luttenbachers (una banda de jazz/rock) y en un grupo de jazz dirigido por Ken Vandermark llamado Unheard Music Quartet. A mediados de la década de 1990, actuaba en público con el trombón y al mismo tiempo tocaba la guitarra eléctrica (y el trombón) en Vandermark Five. También ha sido miembro de varios de los otros grupos de Vandermark, incluido School Days.
Aproximadamente en el año 2000, se centró exclusivamente en el trombón y formó su propio trío, el Jeb Bishop Trio, con el bajista de Vandermark Five cohorts, Kent Kessler, y el baterista Tim Mulvenna. El trío tiene dos CD en OkkaDisk, el segundo con el guitarrista invitado Jeff Parker.
También ha actuado y grabado con muchos otros músicos locales, nacionales e internacionales. Es miembro del Peter Brötzmann Chicago Tentet y ha grabado álbumes a dúo con Joe McPhee y Sebi Tramontana. Ha grabado y realizado giras con los improvisadores ingleses Tony Bevan y John Edwards. Los colaboradores habituales de Chicago incluyen a Fred Lonberg-Holm, Michael Zerang, Josh Abrams y Hamid Drake.
En 2005, dejó Vandermark Five y sus presentaciones en vivo se volvieron poco frecuentes. Citó problemas con el tinnitus; se temía que se hubiera retirado por completo de la música. Sin embargo, volvió a ser más activo musicalmente al año siguiente.

## Discografía
Como líder o colíder
- Jeb Bishop: 98 Duets (Wobbly Rail, 1998)
- Jeb Bishop Trio: Jeb Bishop Trio (Okka Disk, 1999)
- Jeb Bishop Trio/Quartet: Afternoons (Okka Disk, 2001)
- Jeb Bishop & Sebi Tramontana: Chicago Defenders (Wobbly Rail, 2002)
- Lucky 7s: Farragut (Lakefront Digital, 2006)
- Lucky 7s: Pluto Junkyard (Clean Feed Records, 2009)
- Jeb Bishop Trio: 2009 (Better Animal Recordings, 2009)
- Jeb Bishop & Jorrit Dijkstra: 1000 Words (Driff Records, 2012)
- Jeb Bishop & Tim Daisy: Old Shoulders (Relay Recordings, 2012)

Con Joe McPhee
- The Brass City (Okka Disk, 1997)

Con The Engines
- The Engines (Okka Disk, 2007)
- Other Violets (Not Two, 2013)